# Houillères de Vy-lès-Lure
Vous lisez un « bon article » labellisé en 2016.
Les houillères de Vy-lès-Lure sont un site d'extraction minière de l'Est de la France, en Haute-Saône, au hameau de la Grange du Vau situé entre les communes de Vy-lès-Lure et de Mollans. Elles ont connu deux périodes d'activité, la première entre 1826 et 1905 avec l'accord d'une concession en 1842, la seconde dans les années 1940 par le Bureau de recherches géologiques et géophysiques (BRGG). Sa houille keupérienne a servi principalement au fonctionnement des chaudières utilisées dans la concentration de la saumure des salines locales, en particulier celle de Gouhenans, propriétaire de la concession de Vy-lès-Lure entre 1879 et 1925.
Des vestiges de cette activité (entrées de mines, terrils et une cité minière) subsistent au début du XXIe siècle.

## Situation

Les différentes concessions de Haute-Saône pour l’exploitation du bassin keupérien.

La concession possède une superficie de 973 hectares principalement répartie sur les communes de Vy-lès-Lure et de Mollans mais qui englobe aussi Amblans et Genevreuille. L'exploitation se fait à la limite entre Vy-lès-Lure et Mollans, au hameau de la Grange du Vau situé à 25 km à l'est de Vesoul, dans le département de la Haute-Saône en région française de Bourgogne-Franche-Comté.

## Géologie

La formation du gisement de sel et de charbon du Keuper en Franche-Comté.

Le gisement de houille exploité fait partie du bassin houiller keupérien de Haute-Saône. Il est formé par une couche stratiforme datant du Trias supérieur. Le terrain houiller est caractérisé par un schiste argileux et une marne noire. L'épaisseur de la couche varie entre 0,55 mètre et 1,10 mètre et sa profondeur va de 3,50 mètres à 67,35 mètres. Le pendage de la couche est de 8 % vers le sud.
Le charbon se compose de 10,09 % de cendre, 12,96 % d'humidité, 24,29 % de matières volatiles et 52,66 % de carbone. La houille est de type tendre et le coke qui en est dérivé est d'aspect métallique.

## Histoire

### Découverte
Des travaux de recherche sont entrepris par deux groupes d'entrepreneurs différents vers 1826 sur des affleurements distants de 1,2 km l'un de l'autre. Le 8 janvier 1828, les associés Ferrier de Luxeuil et Klengk de Vy-lès-Lure émettent une demande de concession qui reste sans suite.
En 1839, un puits de 19 mètres de profondeur est foncé par messieurs Ghautier et compagnie sur la commune de Mollans, à 700 mètres au sud-ouest de la Grange du Vau. Il révèle des couches de houille de 65 cm de puissance entrecoupées de 15 cm d'argile, permettant la demande d'une concession. La même année, ils sont autorisés à commercialiser le charbon issu des travaux de recherche mais pas à entrer en phase d’exploitation.
Cette compagnie et sa concurrente ont également creusé quatre autres puits précédemment. En octobre 1838, un puits de 13 mètres de profondeur (dont 5,5 mètres de puisard) rencontre une couche dont l'épaisseur varie de 66 à 80 cm, à 7,5 mètres de fond. Ce puits possède une galerie de 30 mètres de long entrecoupée par cinq autres. Un autre puits mesure 22 mètres de profondeur, rencontre le charbon à 17,5 mètres et possède une galerie de 10 mètres de long. Le 17 avril 1837, un autre puits creusé jusqu'à 28 mètres rencontre trois couches de 5, 16 et 32 cm. Il est abandonné au mois de juin suivant. Enfin, un puits nommé Conrad, creusé par un autre groupe, s'est éboulé au bout de 23 mètres.

### Concession
| - Ligne de Paris-Est à Mulhouse-Ville |
| - Ligne de Montbozon à Lure           |
| - Ligne en projet                     |

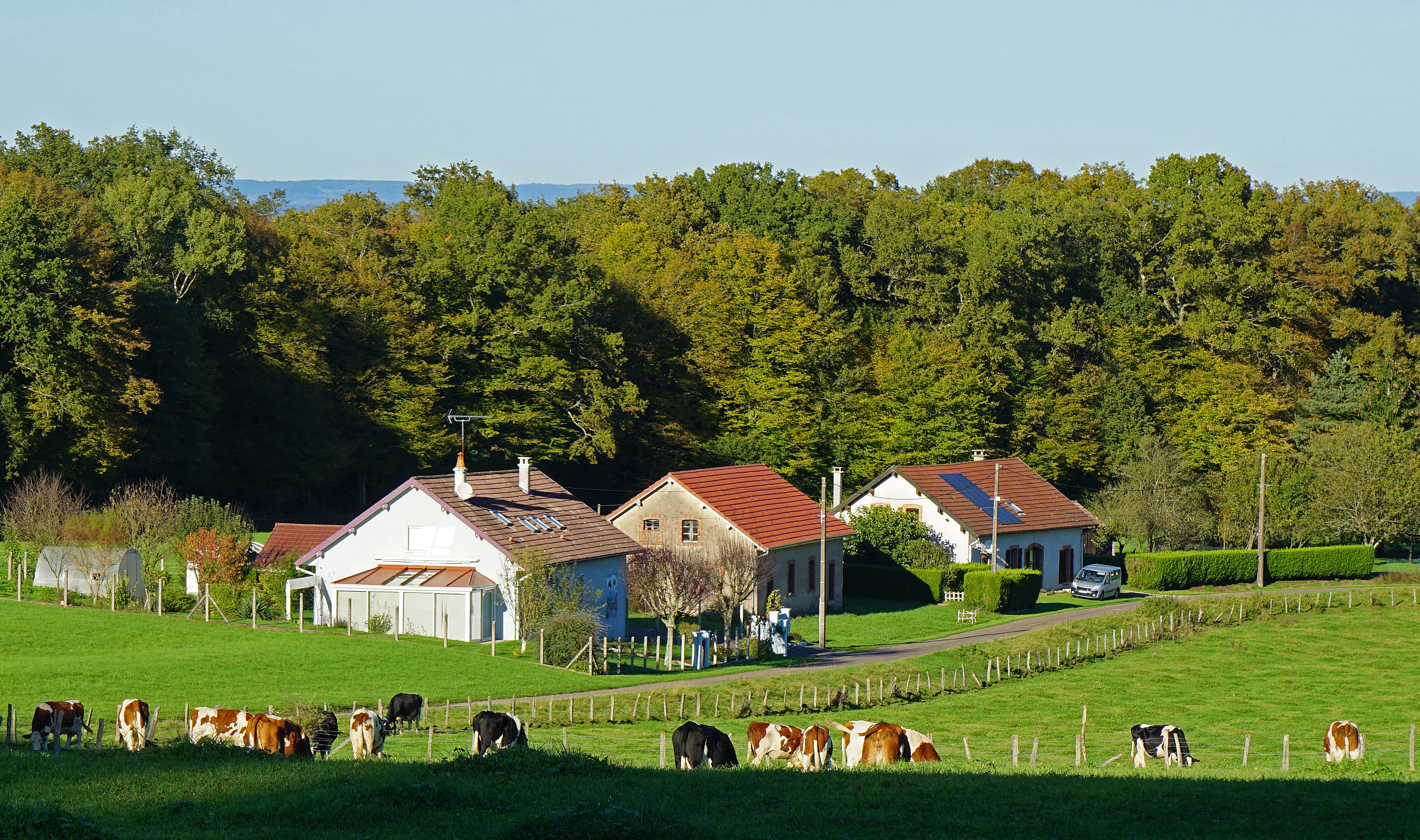
Une ancienne cité minière à proximité du puits de la Driole.

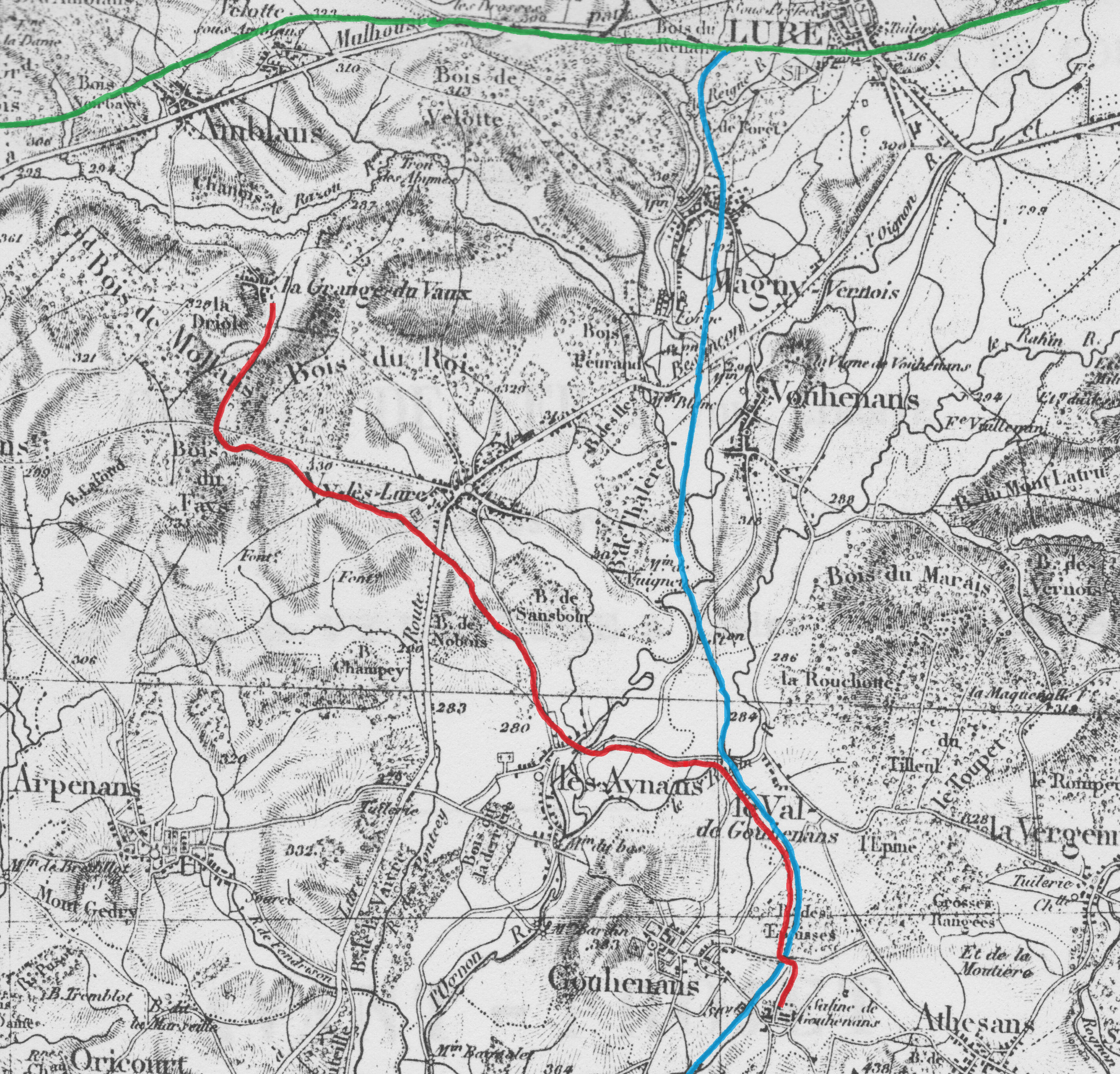
Plan du projet de voie ferrée entre les houillères de Vy-lès-Lure et la saline de Gouhenans (annulé et remplacé par une liaison avec la gare de Magny-Vernois).

La concession est accordée le 10 août 1842 à messieurs Favre, Conrod, Sallot et Didier, mais aucune exploitation n'a lieu avant 1853 pour cause de faillite de la société Ghautier. La société Sallot reprend un puits rectangulaire de 19 mètres de profondeur (section de 1,7 mètre sur 1,9) donnant accès à une galerie boisée carrée de 72 mètres de long coupée par une autre de 10 mètres. La couche est épaisse de 70 cm. Monsieur Ghautier réclame 4 000 francs d'indemnité pour les travaux déjà réalisés, mais monsieur Sallot lui en propose 460. Le 13 août 1853, la concession est cédée à messieurs Tissot et Couvreux. Elle est ensuite revendue en 1856 à monsieur de Grimaldi.
De 1856 à 1860, le charbon est extrait par les puits Sallot et Gauthier ainsi que par la galerie Saint-Jean. En 1856, 1 012 tonnes de houille sont extraites. De 1896 à 1906, les puits de la Driole, de la Misère et la galerie Sainte-Barbe sont les charbonnages actifs. Entre 1854 et 1902, dix-huit puits de moins de 20 mètres et douze sondages entre 10 et 70 mètres rencontrent la houille. En 1858, les 4/5e de la production sont utilisés par la saline de Mélecey pour y faire évaporer la saumure. Les quatre concessions de Vy-lès-Lure, Gouhenans, Athesans et Saulnot sont réunies par un décret présidentiel du 14 mars 1879 pour exploiter la houille.
En décembre 1899, les 91 ouvriers de la mine dont 30 mineurs se mettent en grève en raison d'une réforme des salaires. Le 23 juillet 1900, la construction d'une voie ferrée à voie étroite de 10 km entre les houillères et la gare de Magny-Vernois par la Société des salines, houillères et fabriques de produits chimiques de Gouhenans est déclarée d'utilité publique. Jusque-là, le charbon utilisé par la saline est transporté par voiture jusqu'à cette gare,. Cette voie de 5 km est terminée en 1901, date à laquelle la production annuelle est passée à 12 300 tonnes contre 9 445 l'année précédente avec un personnel de 112 ouvriers dont 84 au fond de la mine. En 1904, le quartier de la Driole arrive à épuisement et la production chute à 7 585 tonnes contre 10 016 l'année précédente. Les effectifs sont également en baisse et passent ainsi de 79 ouvriers à une cinquantaine. Le salaire quotidien varie de 2 à 6 francs pour les adultes et de 1,75 à 2 francs pour les galibots. Sur la production de 1904, 282 tonnes sont commercialisées (principalement aux salines jurassiennes) tandis que le reste est mélangé avec deux tiers de houille d'Anzin ou de Bruay pour alimenter les fours de la saline de Gouhenans. En 1905, 6 900 tonnes sont produites et entièrement consommées par la saline avant l'abandon des travaux de Vy-lès-Lure, au profit d'une relance de ceux de Gouhenans et Saulnot. Cette décision est prise par les dirigeants en raison de la mauvaise qualité du charbon, du coût de son transport et des recherches infructueuses de nouvelles zones exploitables. 45 ouvriers travaillent alors à Vy-lès-Lure.
En 1923, monsieur Gaillard, le représentant de la Société minière et industrielle de Gouhenans, fait une demande de renonciation de concession. Cette renonciation est décrétée le 17 février 1925.

### Relance

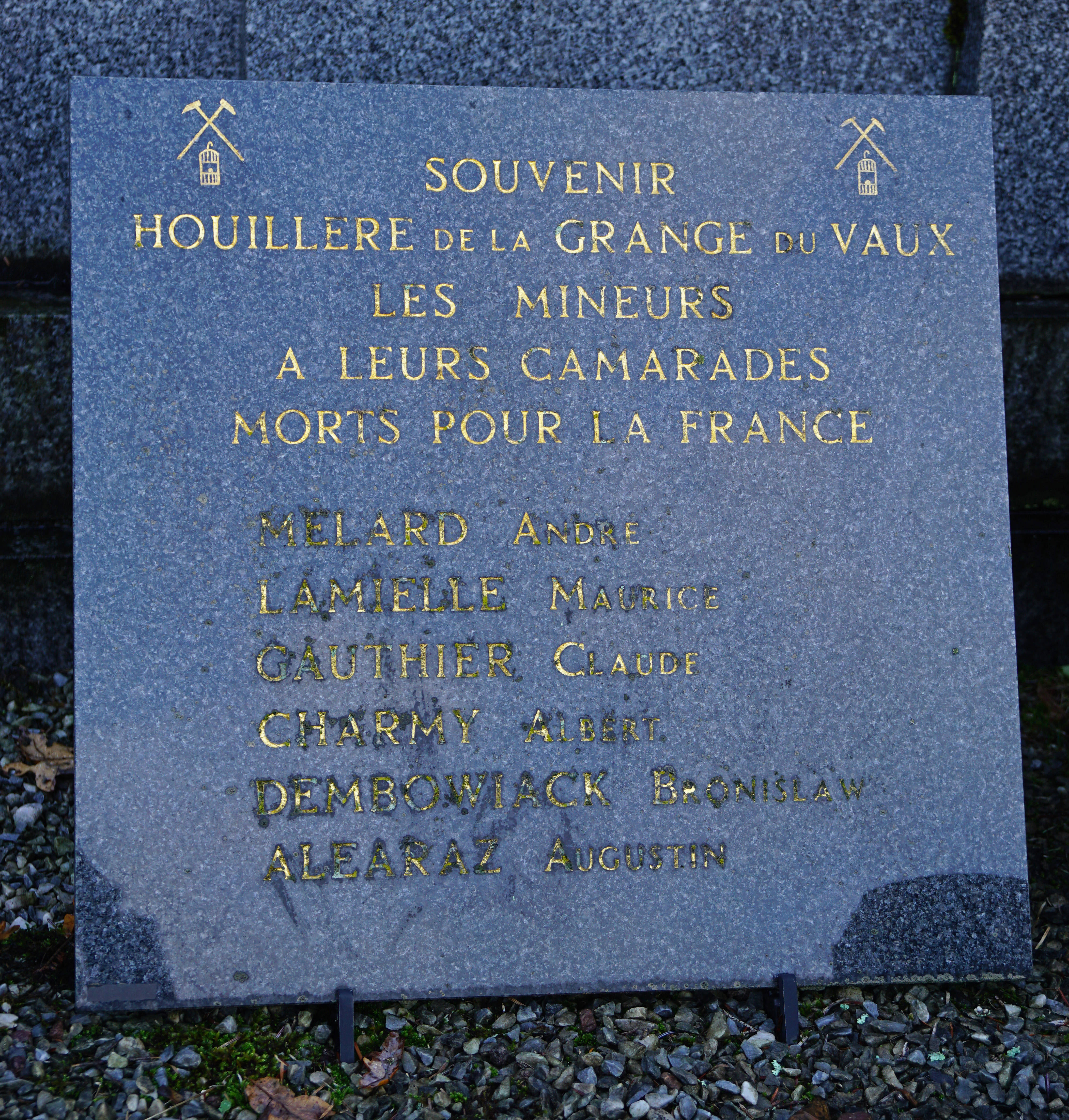
Plaque des mineurs des houillères de la Granges-du-Vau morts pour la France pendant la Seconde Guerre mondiale.

Pour faire face aux pénuries dues à l'Occupation, de nouvelles recherches sont lancées par le Bureau de recherches géologiques et géophysiques (BRGG), entre 1942 et 1943 ; comme dans d'autres petits bassins qui échappent au contingentement de l'occupant,. Quarante-cinq sondages de reconnaissance et une descenderie d'extraction sont creusés pendant cette période. Celle-ci est creusée à 5 mètres de la lisière du bois de la Driole avec une pente de 30° et rencontre la houille à 5 mètres de profondeur, au sud-est de la faille Saint-Jean. L'exploitation dure de 1942 à 1944 pour alimenter la saline de Gouhenans. La concession de Gémonval est également relancée mais pas celle de Corcelles. Le combustible, présent sur 80 cm d'épaisseur, est exploité par des travers-bancs de 10 à 50 mètres de long situés de part et d'autre de la galerie principale jusqu'à 20 mètres de fond. En 1942, la production atteint une moyenne de 20 tonnes par jour (soit 800 kg par ouvrier) et 5 000 tonnes pour l'année complète. La houille est chargée dans des camions avant d'être utilisée dans les chaudières de la saline. De décembre 1942 à janvier 1943, 350 tonnes sont extraites avec une cadence qui baisse à 7 tonnes par jour,.

### Après-mine
En 1998, le Bureau de recherches géologiques et minières (BRGM) réalise une étude sur les vestiges miniers dans le cadre de l'opération 97 G 344. Celle-ci a pour but de déterminer si des travaux de mise en sécurité ou de dépollution sont nécessaires ; ce ne sera finalement pas le cas. Des vestiges subsistent et sont répertoriés par le rapport.

## Travaux

### Puits de mine
| Fonçage  | Nom                | Profondeur | Épaisseur de la couche | Vestiges                                                                                 | Localisation                |
| -------- | ------------------ | ---------- | ---------------------- | ---------------------------------------------------------------------------------------- | --------------------------- |
| Dès 1837 | anciens puits      |            |                        | Bois en friche et trous dont l'un mesure 3 mètres de diamètre et 2 mètres de profondeur. | 47° 39′ 23″ N, 6° 25′ 02″ E |
| 1854     | puits Ghautier     | 18 m       | 55 cm                  | Un trou obstrué par des branchages et un terril plat.                                    | 47° 39′ 31″ N, 6° 24′ 40″ E |
| 1900     | puits de la Misère | 13,6 m     | 70 cm                  |                                                                                          | 47° 39′ 22″ N, 6° 25′ 15″ E |
| 1902     | puits de la Driole | 18,5 m     | 55 cm                  | Un terril étroit et long.                                                                | 47° 39′ 36″ N, 6° 24′ 45″ E |
| ?        | puits Gannot       | 8 m        | 75 cm                  |                                                                                          | 47° 39′ 39″ N, 6° 24′ 27″ E |
| ?        | puits Sallot       | 9 m        | ?cm                    | Un petit terril.                                                                         | 47° 39′ 37″ N, 6° 25′ 06″ E |
| ?        | puits Sainte-Barbe | ?m         | ?cm                    |                                                                                          | 47° 39′ 37″ N, 6° 24′ 59″ E |

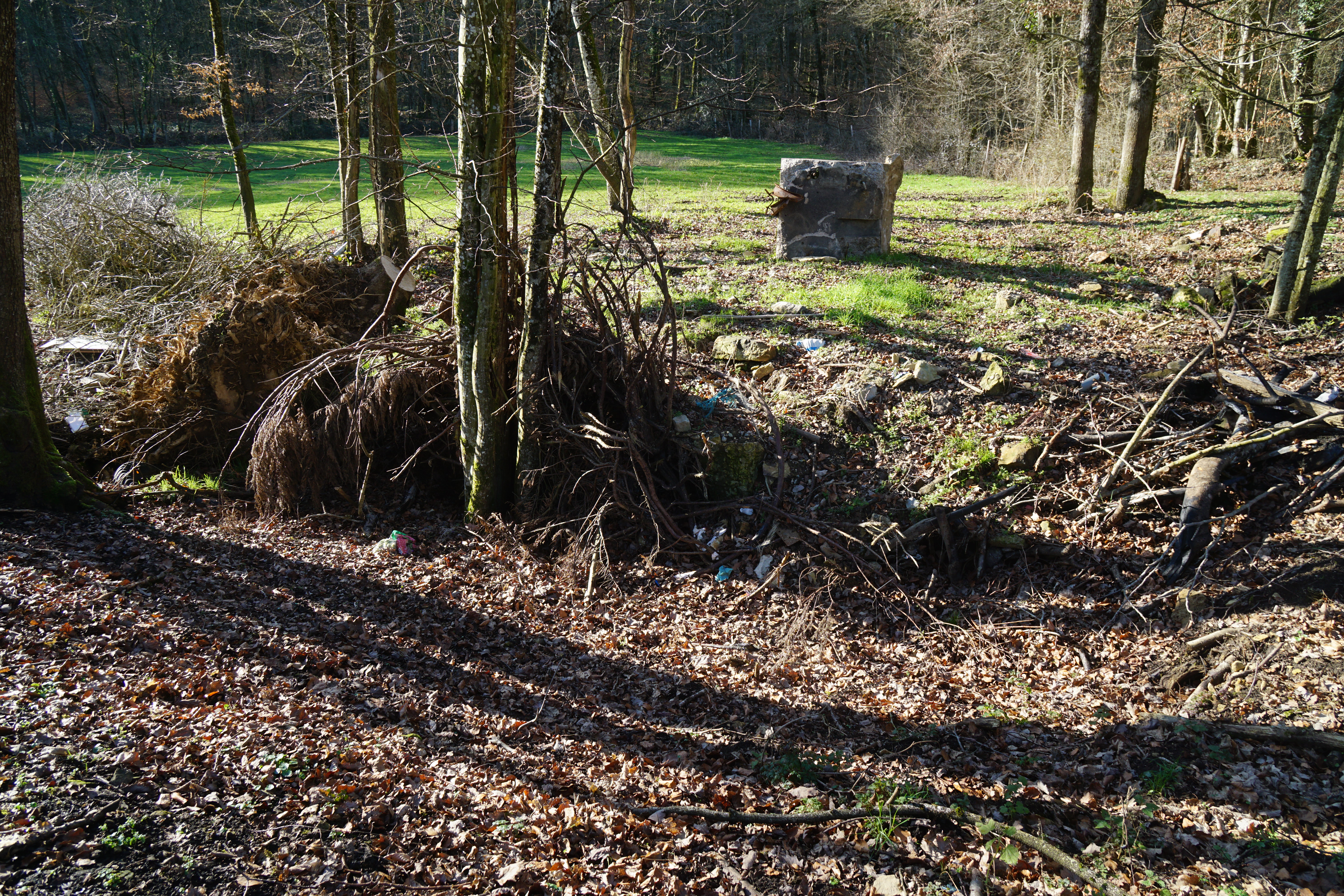
Le puits Ghautier.
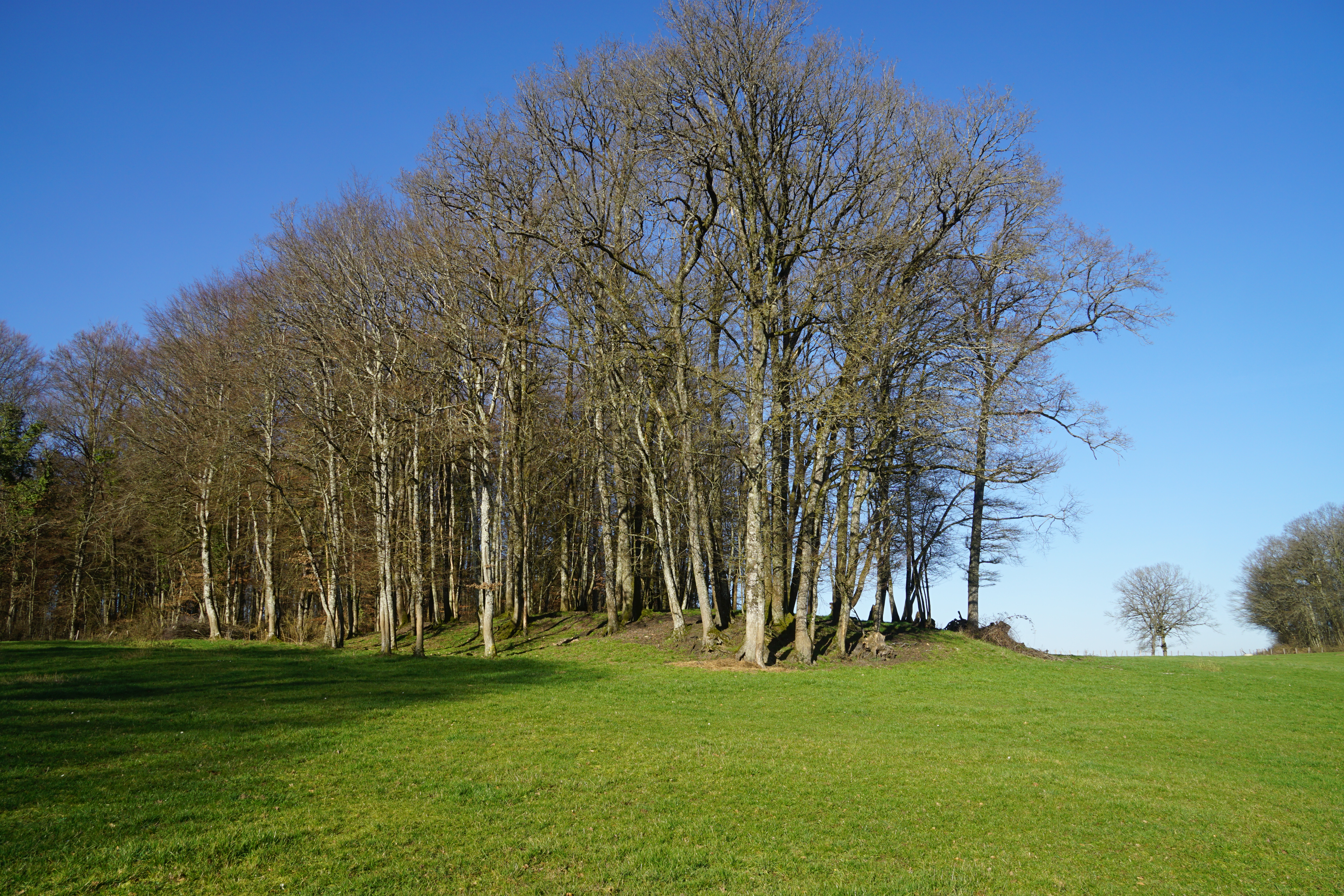
Le terril du puits Ghautier.
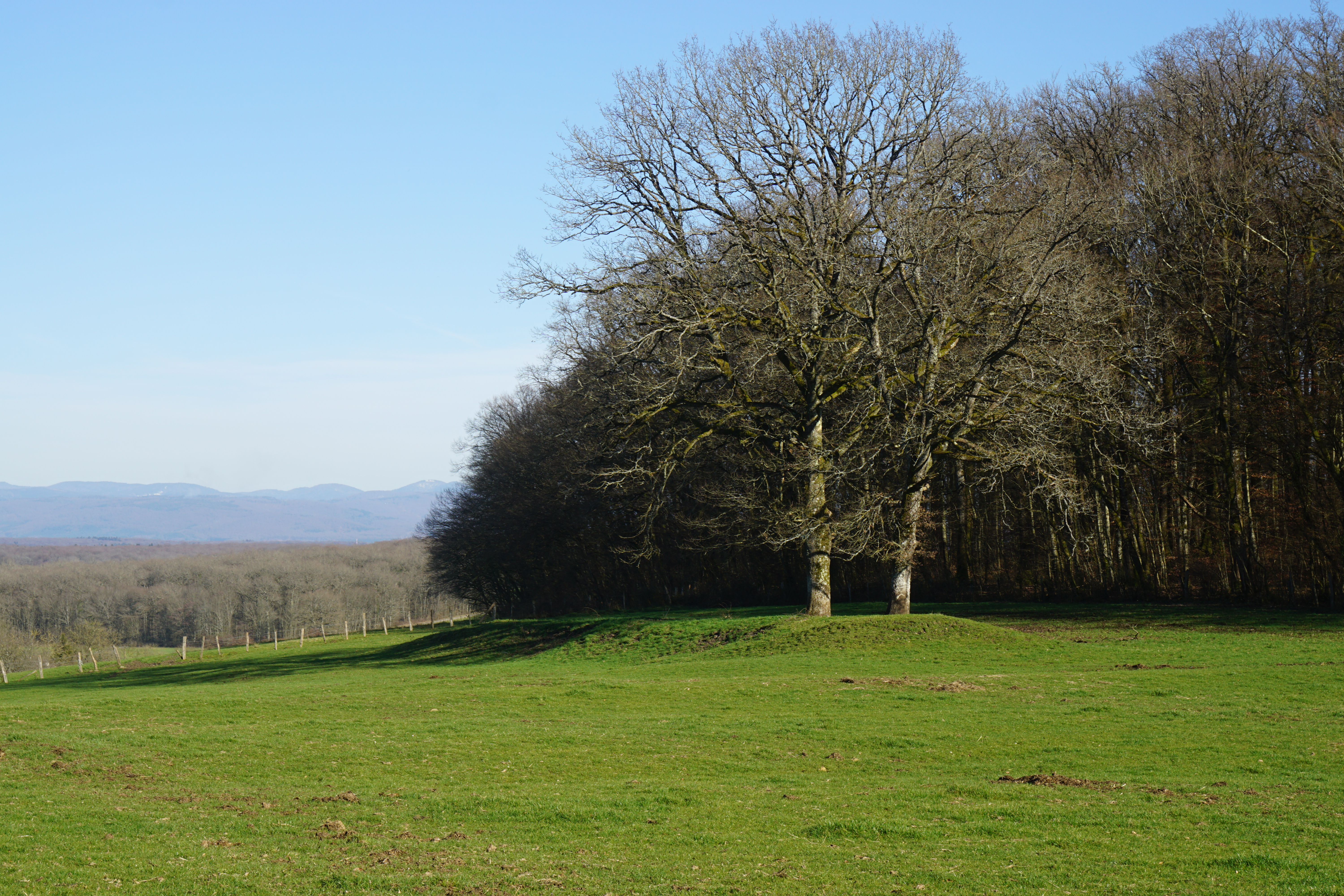
Le terril du puits de la Driole.
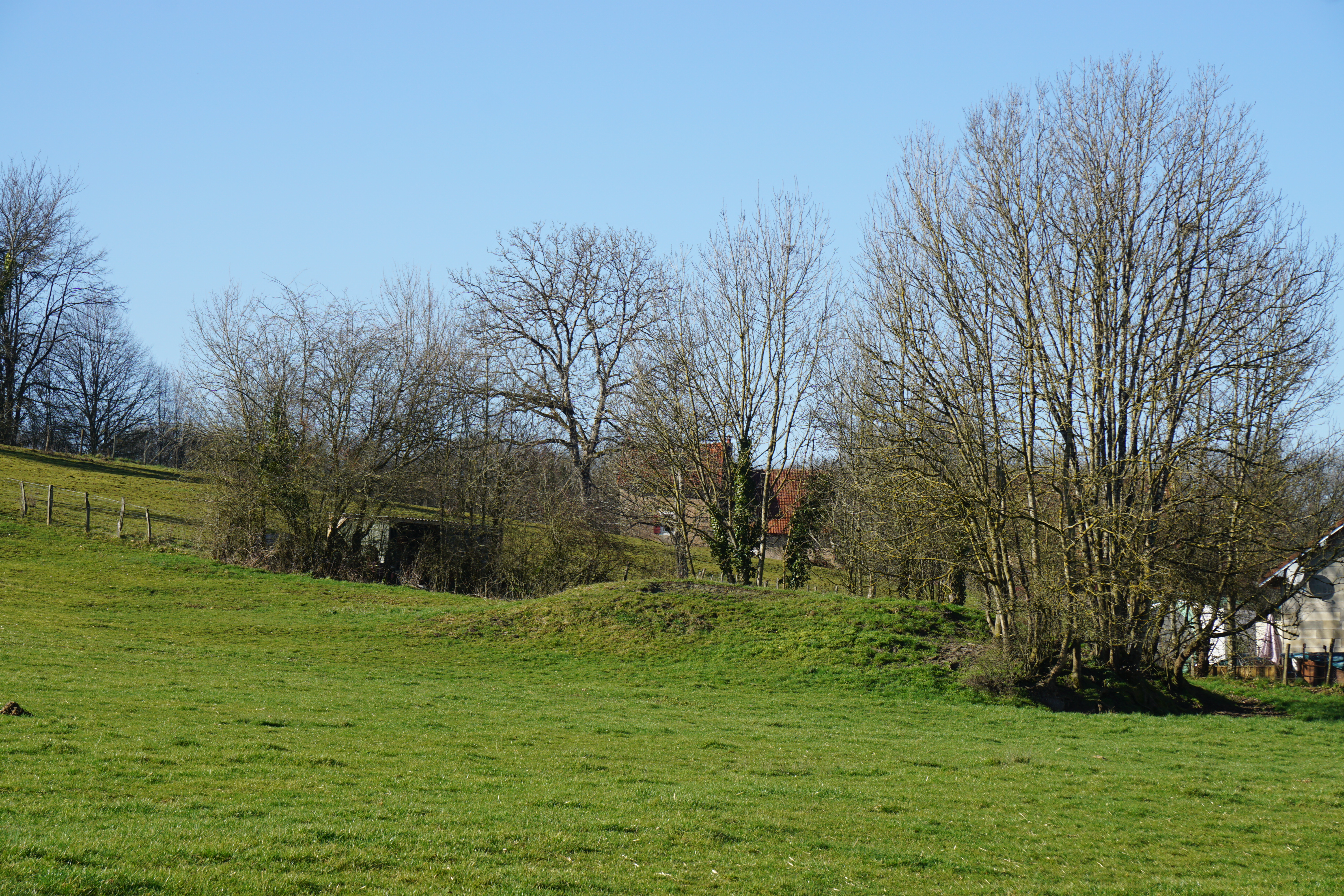
Le terril du puits Sallot.

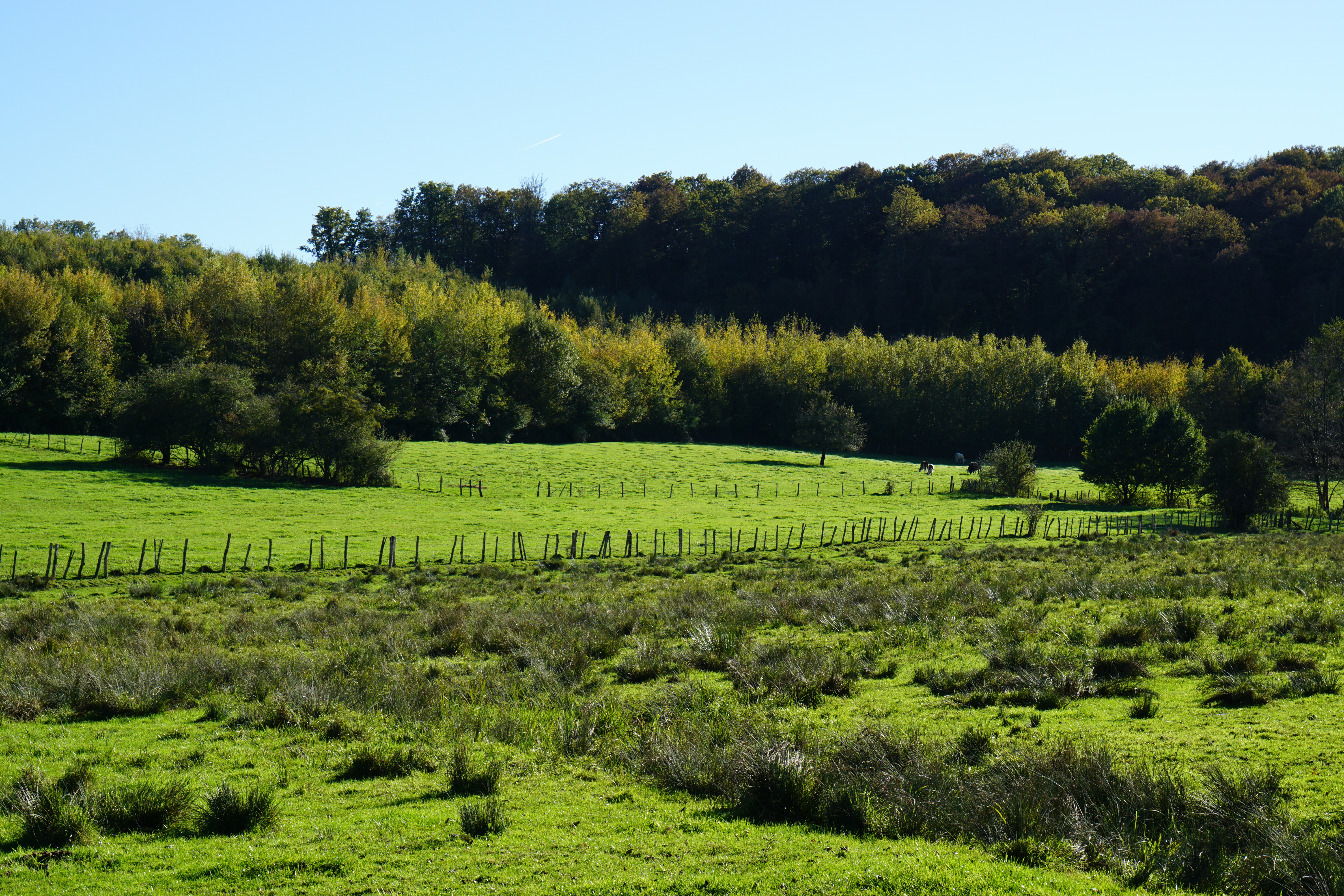
L'emplacement du puits de la Misère.
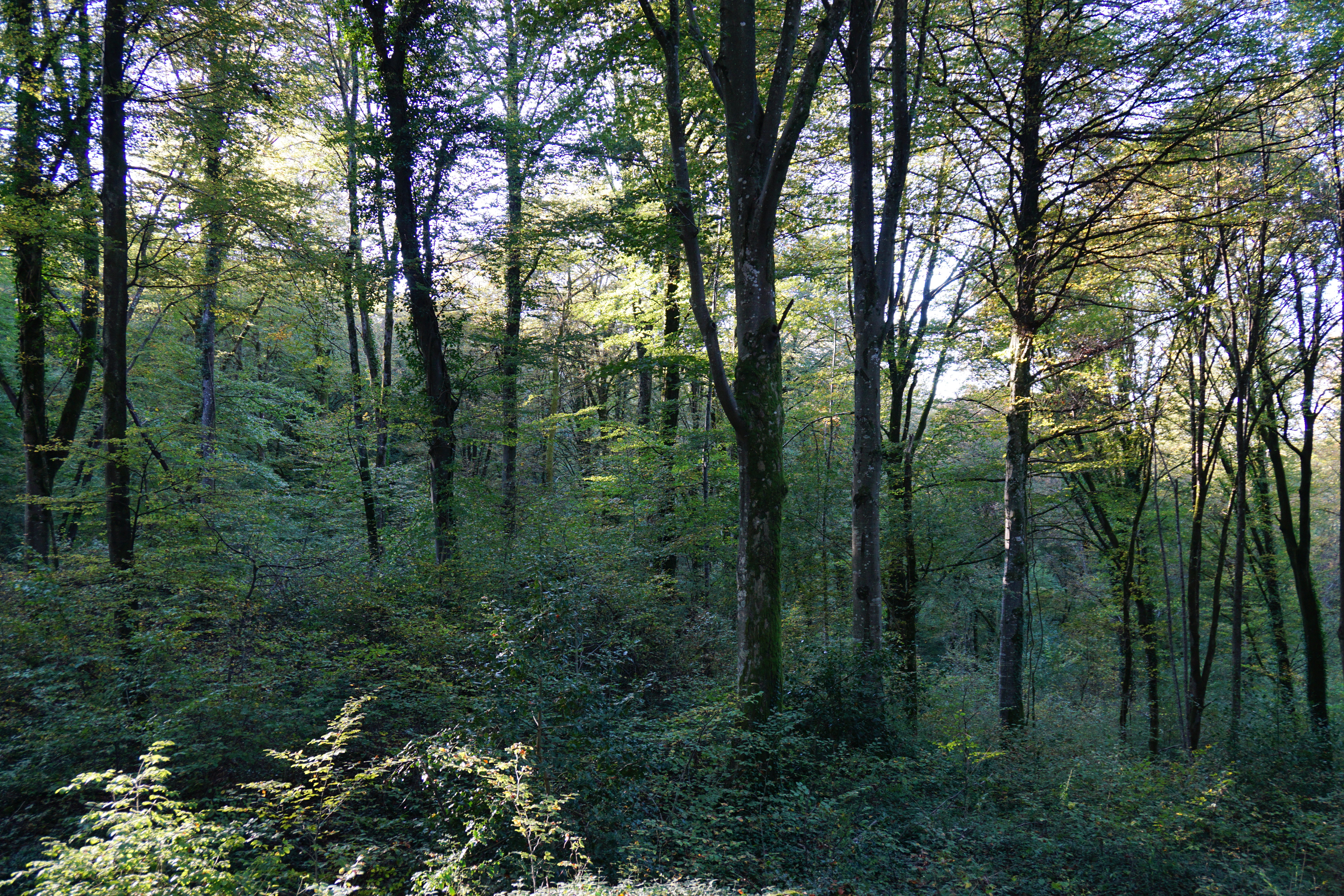
La forêt dans laquelle se trouve le puits Gannot.
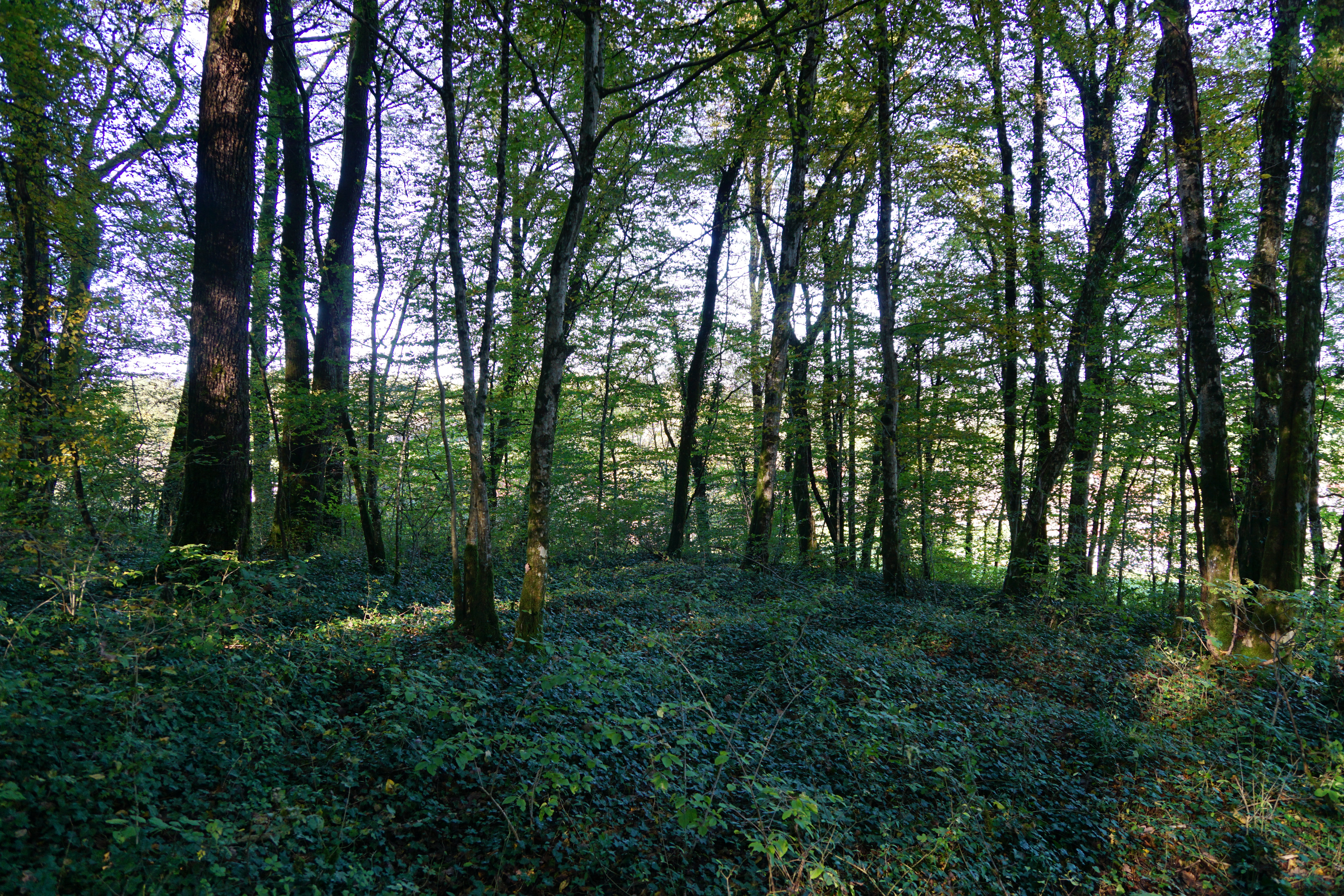
Localisation du puits Sainte-Barbe.
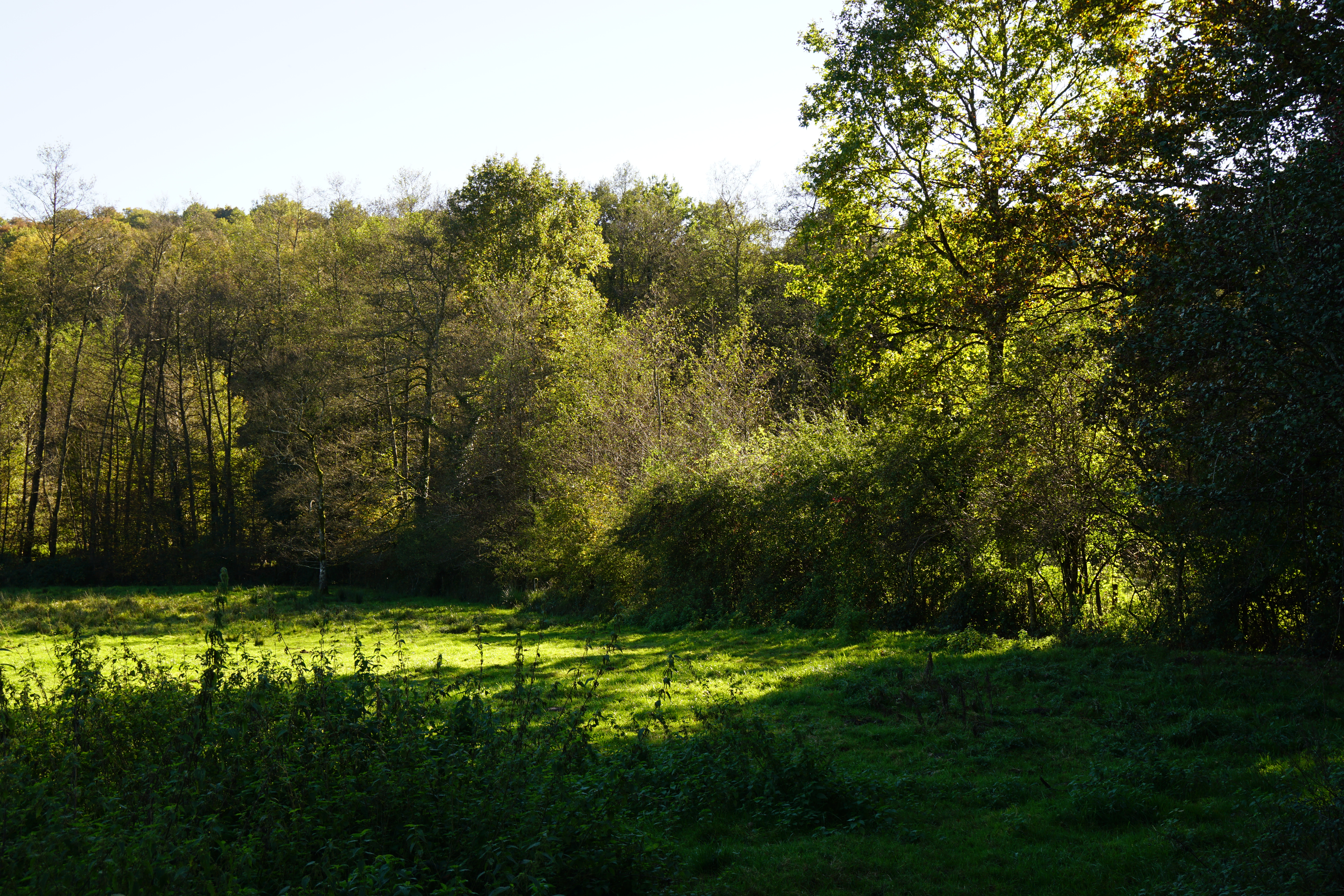
Site d'un ancien puits.

### Galeries
| Fonçage   | Nom                  | Longueur | Vestiges | Localisation                |
| --------- | -------------------- | -------- | --- | --------------------------- |
| 1857–1860 | galerie Saint-Jean   | 224 m    | |                             |
| 1898      | galerie Sainte-Barbe | >85 m    | Deux terrils. | 47° 39′ 37″ N, 6° 25′ 09″ E |
| 1942      | descenderie          | 260 m    | Un terril de 3 000 m3 mesurant 120 × 50 × 5 mètres, un mur de pierre de 12 × 4,3 mètres et une tranchée de 50 m de long et 2 m de profondeur à l'entrée. | 47° 39′ 30″ N, 6° 25′ 02″ E |

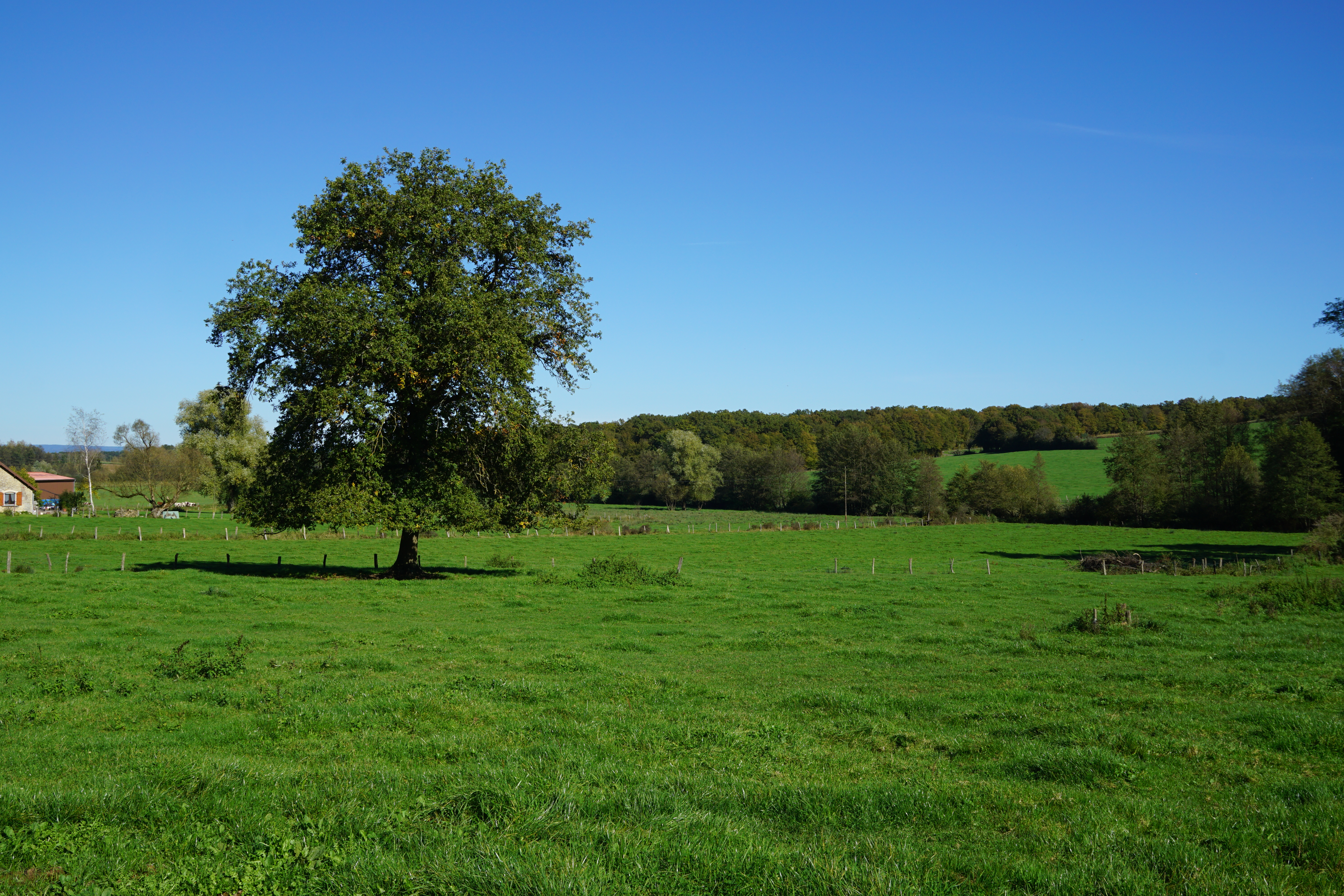
Site de l'ancienne galerie Sainte-Barbe.
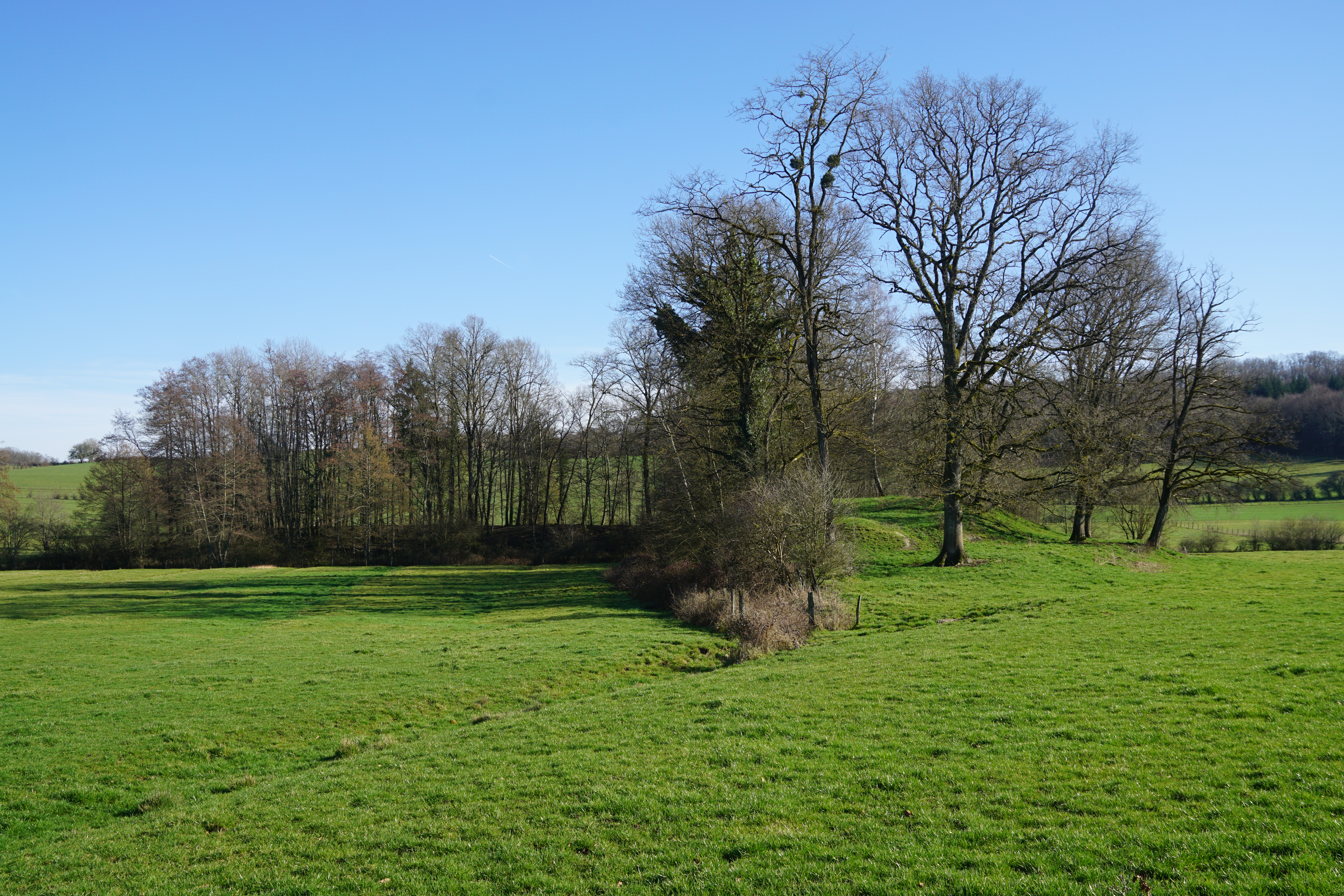
Le terril Sainte-Barbe.
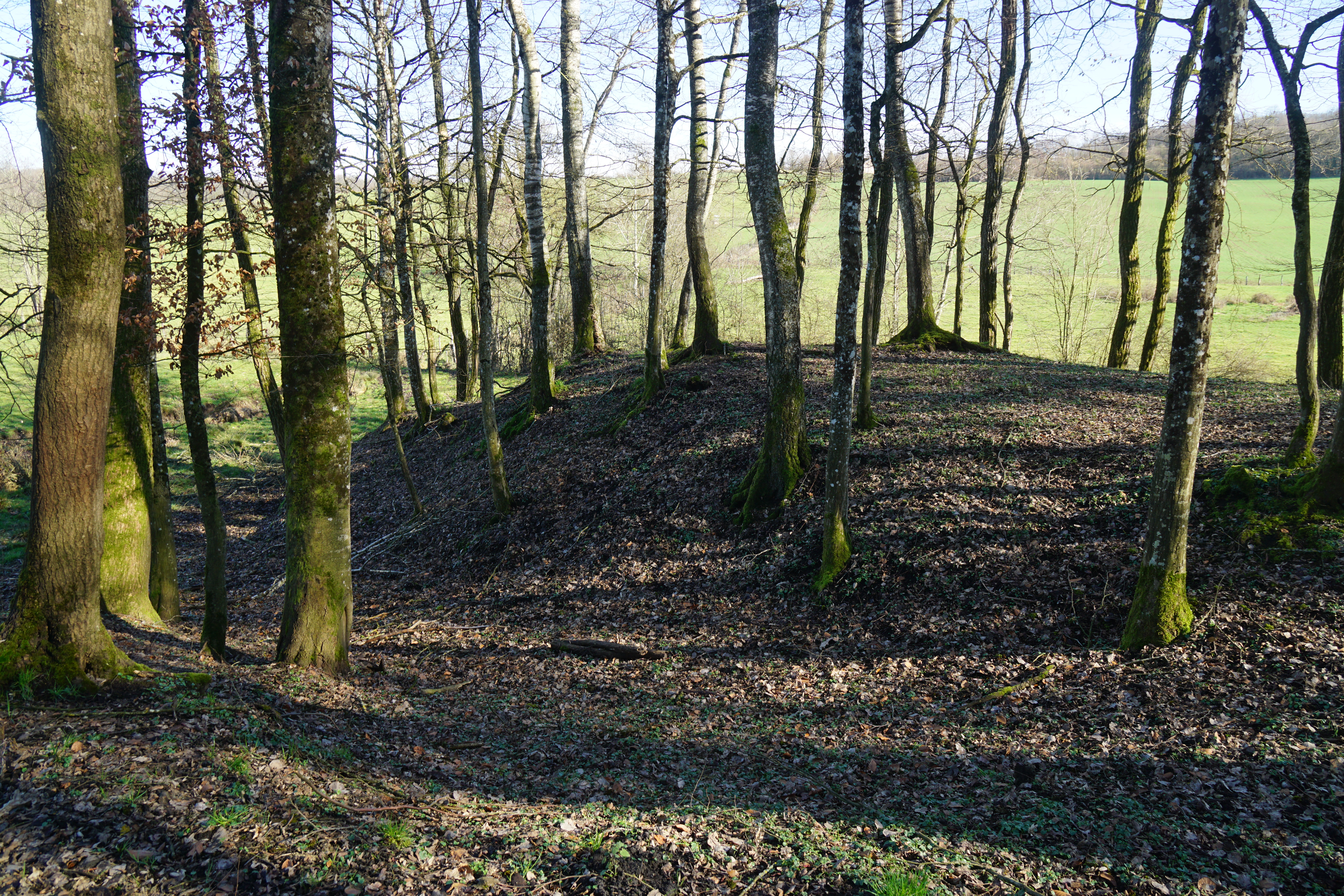
Les zones de déversement du terril.
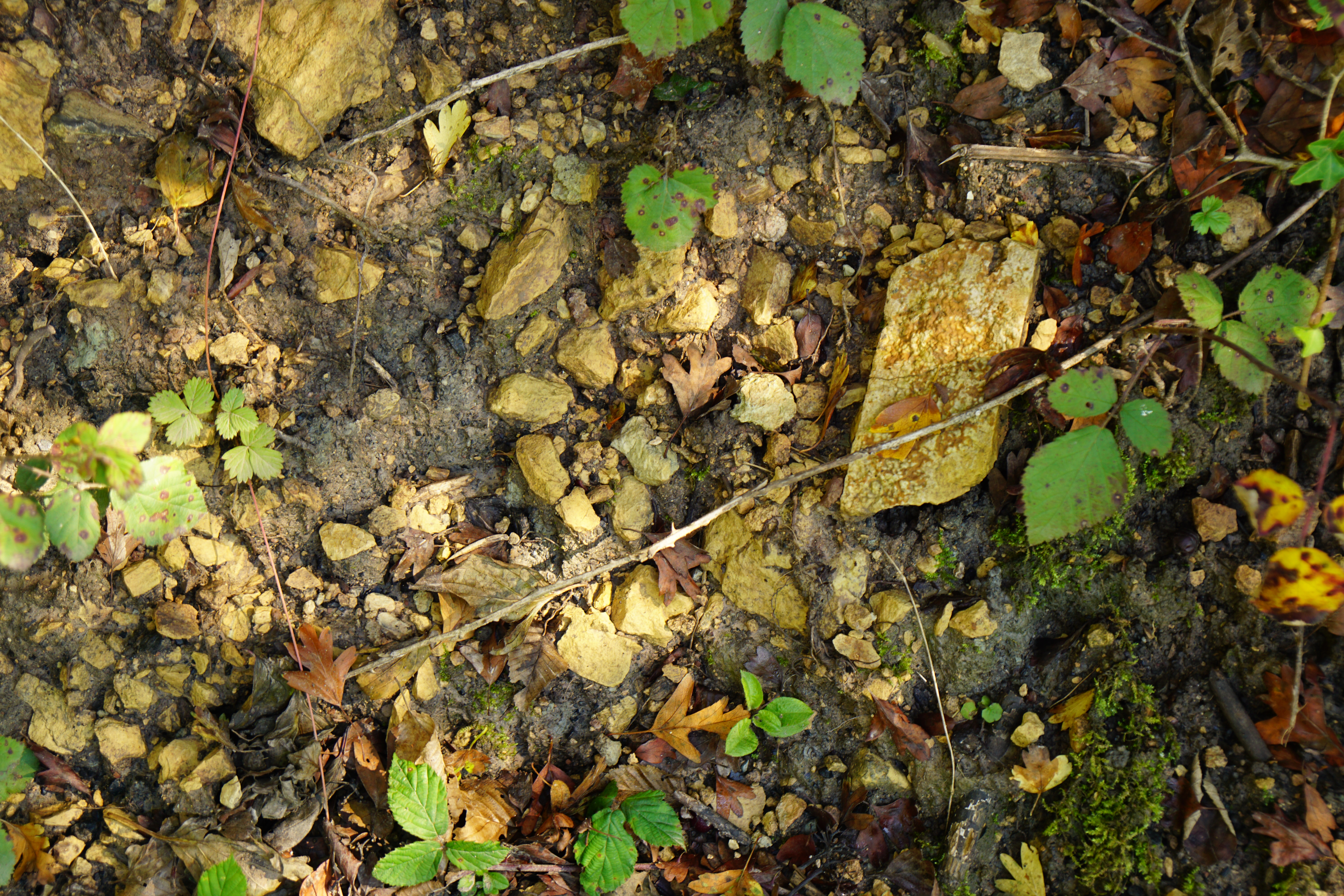
Roches constituant les terrils.

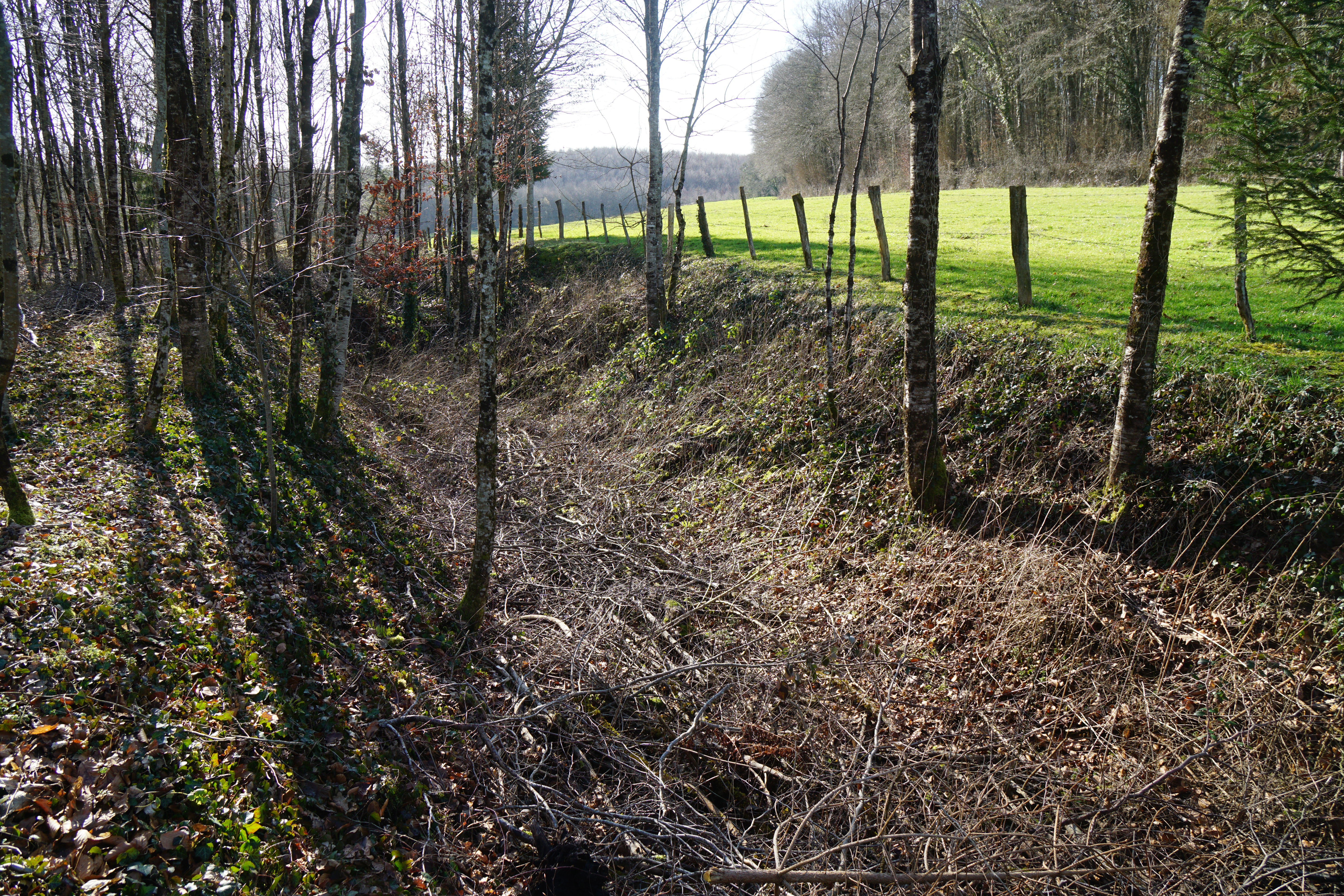
La tranchée d'accès à la descenderie de 1942.
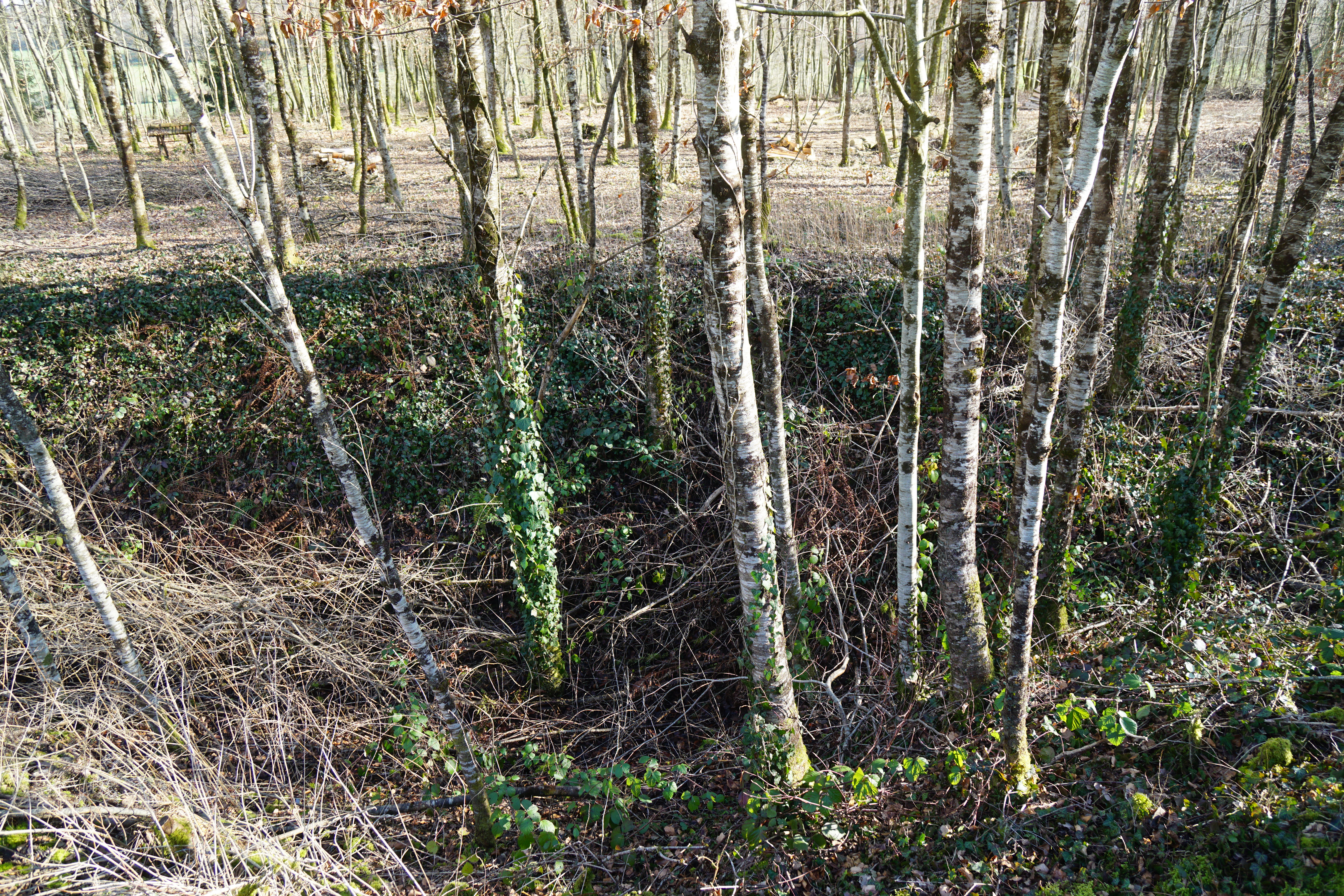
L'entrée de la descenderie obstruée.
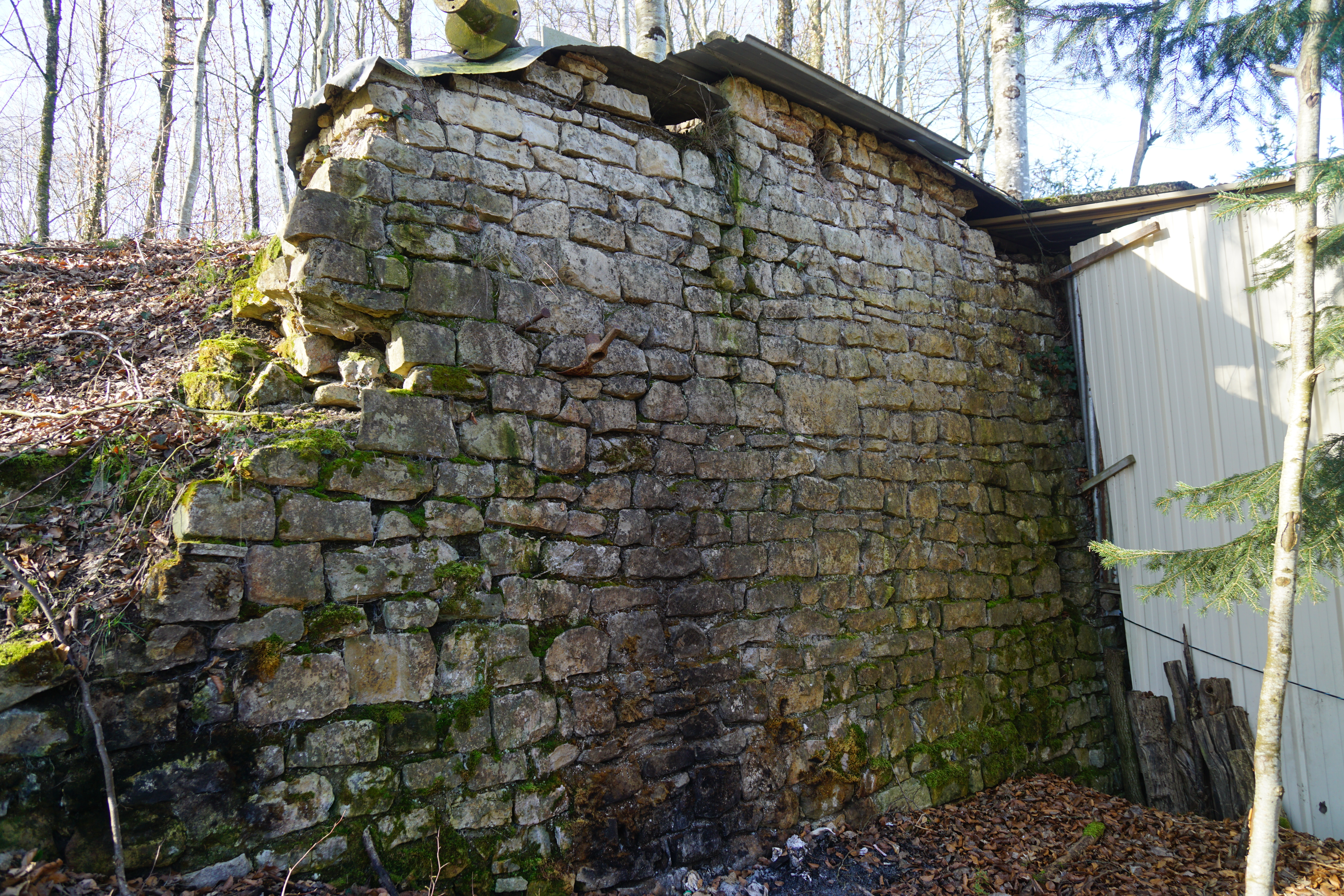
Le mur du terril de la descenderie.
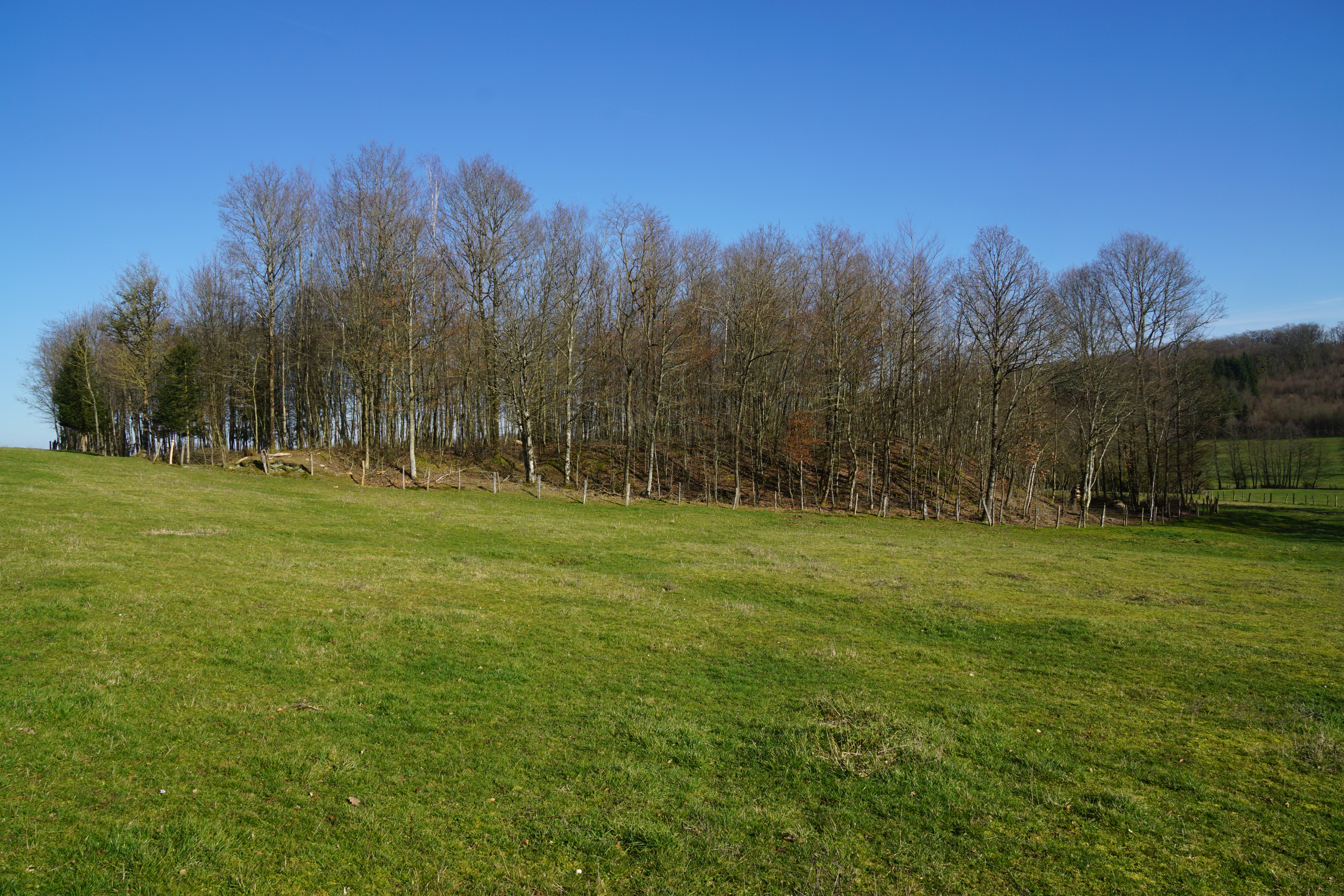
Vue générale du terril.

### Sondages
| Date      | Numéro  | Profondeur | Épaisseur de la couche |
| --------- | ------- | ---------- | ---------------------- |
| 1857      | 1       | 29,1 m     | 80 cm                  |
| 1857      | 2       | 12,2 m     | 60 cm                  |
| 1857      | 3       | 69,9 m     | 100 cm                 |
| 1858      | 4       | 12 m       | 80 cm                  |
| 1858      | 5       | 27,1 m     | 70 cm                  |
| 1860      | 6       | 25,5 m     | 85 cm                  |
| 1860      | 7       | 70,8 m     | 110 cm                 |
| 1903      | 8       | 45,05 m    | 5 cm                   |
| 1903      | 9       | 44,85 m    | 50 cm                  |
| 1903      | 10      | 10,75 m    | 65 cm                  |
| 1903      | 11      | 12,3 m     | 30 cm                  |
| 1903      | 12      | 18 m       | négatif                |
| 1942      | 13      | 10,15 m    | 70 cm                  |
| 1942      | 14      | 12 m       | 70 cm                  |
| 1942      | 15      | 5,4 m      | 75 cm                  |
| 1942      | 16      | 6 m        | traces                 |
| 1942      | 17      | 4 m        | 75 cm                  |
| 1942      | 18      | 9,4 m      | 65 cm                  |
| 1942      | 19      | 4,3 m      | traces                 |
| 1942      | 20      | 3,5 m      |                        |
| 1942      | 21      | 10 m       |                        |
| 1942      | 22      | 10 m       | 70 cm                  |
| 1942      | 23      | 6 m        |                        |
| 1942      | 24      | 6,4 m      | 70 cm                  |
| 1942      | 25      | 11,6 m     | 100 cm                 |
| 1942      | 26      | 6 m        | 75 cm                  |
| 1942      | 27      | 11 m       | 80 cm                  |
| 1942      | 28      | 12 m       | 80 cm                  |
| 1943      | 29      | 11,7 m     | ?cm                    |
| 1943      | 30      | 22,9 m     | traces                 |
| 1943-1944 | 31 à 45 | ?          | ?                      |